# Roberto de Saint Quintin
Roberto de Saint Quintin también Robert de St Quintine (c. 1066-1106) fue un caballero anglonormando de San Quintin (Picardía), señor de castillo de Saint Quintin (Llanblethian).  Fue uno de los doce caballeros de Glamorgan que acompañaron a Robert FitzHamon durante la conquista normanda de Gales, y primer referente de un linaje que perduró tres generaciones. Descendiente de Herbert de Saint Quintin, un caballero que acompañó a Guillermo II de Normandía durante la conquista normanda de Inglaterra. Una vez consolidada la situación en Glamorgan, FitzHamon dividió la tierra entre sus seguidores, dando a Herbert de Saint Quintin el señorío y castillo de Saint Quintin en 1102. Herbert los poseía en condiciones privilegiadas, sin las obligaciones feudales habituales, lo que indicaría que se había establecido en Llanblethian antes de la formación de la administración normanda. Herbert fue muy probablemente el fundador de las primeras fortificaciones de madera y tierra, ampliadas a finales del siglo XII con un torreón de piedra. Roberto de Saint Quintin ya poseía baronías en Wiltshire, Dorset, Essex y Yorkshire, antes de acompañar a FitzHamon.
El patrimonio familiar se mantuvo hasta 1233. El titular de la última generación no tuvo descendencia por un defecto físico y vendió su patrimonio a Hugo Despenser el Joven.

## Herencia
Se desconoce el nombre de su esposa, pero las crónicas mencionan a un hijo Oliver de Saint Quintin (c. 1098-1136).